# Rikiya Ōtaka
Rikiya Ōtaka (大高力也 'Ōtaka Rikiya'?) es un actor japonés nacido el 27 de agosto de 1991 en Tokio, Japón.

## Biografía
En 1998, con tan sólo seis años, Otaka fue seleccionado entre varios niños para interpretar al pequeño Yoichi Asakawa en Ringu, personaje que volvería a interpretar en Ringu 2.
Otaka realizó varios trabajos hasta que en 2000 fue elegido nuevamente por Hideo Nakata para interpretar a Yuuichi Nagasawa en Garasu no nô. Después hizo pequeñas apariciones en Kuroe y Umi wa miteita, hasta que en 2003 protagonizó la película dramática Catharisis.
En 2005 participó, junto a Ken Watanabe, en el drama Kita no zeronen.

## Filmografía
- 2005: Kita no zeronen
- 2003: Bêsubôru kizzu
- 2003: Catharsis
- 2002: Umi wa miteita
- 2001: Kuroe
- 2001: Kamen Raidâ Agito
- 2000: Garasu no nô
- 1999: Ringu 2
- 1998: Ringu